# سیارک ۲۲۸۵۵
سیارک ۲۲۸۵۵ (به انگلیسی: 22855 Donnajones، نامگذاری:1999RG139) بیست و دو هزار و هشتصد و پنجاه و پنجمین سیارک کشف شده‌است که در ۹ سپتامبر ۱۹۹۹ کشف شد.
قدر مطلق سیارک برابر ۱۲.۹ است.